# 週替わりの奇跡の神話
『週替わりの奇跡の神話』（しゅうがわりのきせきのしんわ）は、筋肉少女帯の20枚目のシングル。2016年4月20日に徳間ジャパンコミュニケーションズから発売された。

## 概要
前作『混ぜるな危険』から9ヶ月弱でのリリースで、『初回限定盤』と『通常版』の2形態で発売された。
初回限定盤は特典DVD付きのスリーブケース仕様で、2015年12月23日にLIQUIDROOMで行われたライブから11曲が抜粋収録されている。
尚、CDの収録内容は初回限定盤と通常盤とで同じである。
表題曲はTOKYO MX他で放送されたテレビアニメ「うしおととら」第3クールのオープニングテーマ。第1、2クールの『混ぜるな危険』に引き続き、筋肉少女帯がオープニング曲を続投することとなった。
ジャケットは「うしおととら」原作者の藤田和日郎描き下ろしのイラストで、初回限定盤と通常盤とで別バージョンが使用されている。
”週替わり”は毎週放送されるアニメにちなんでいる。

## 収録曲
1. 週替わりの奇跡の神話（3:43）
（作詞：大槻ケンヂ/作曲：橘高文彦）
2. 混ぜるな危険（'15 Live Version）（4:22）
（作詞：大槻ケンヂ/作曲：本城聡章）
3. 日本印度化計画（'15 Live Version）（3:55）
（作詞：大槻ケンヂ/作曲：大槻ケンヂ）
4. 週替わりの奇跡の神話 〜TV Mix Version〜（1:33）
5. 週替わりの奇跡の神話 〜TV Mix Version〜（Original Karaoke）（1:33）
6. 週替わりの奇跡の神話（Instrumental）（3:42）

- 全編曲：筋肉少女帯
- Track-2、3：2015年12月23日 LIQUIDROOM公演より収録

### 初回限定盤DVD
- 2015年12月23日 LIQUIDROOM公演より収録

1. イワンのばか
2. 孤島の鬼
3. 踊るダメ人間
4. 新人バンドのテーマ
5. 冬の風鈴
6. 北極星の二人 〜内田のラブソング〜
7. カーネーション・リインカネーション
8. 釈迦
9. じーさんはいい塩梅
10. 日本の米
11. サンフランシスコ

## 演奏者
- 大槻ケンヂ - ボーカル
- 橘高文彦 - ギター、コーラス
- 本城聡章 - ギター、コーラス
- 内田雄一郎 - ベース、コーラス
- 三柴理 - ピアノ、FA-06（サポート）
- 長谷川浩二 - ドラム（サポート）
- 扇愛奈（Foo-Shah-Zoo） - ゲストコーラス（Track-1）